# Борисково (Артёмовская волость)
Борисково — запустевшая деревня в Невельском районе Псковской области России. Входила в состав Артёмовского сельсовета. На карте 2010 года обозначена как урочище Борисково.

## История
Деревня упразднена решением Псковского облисполкома в 1987 году.

## География
Находилась в 5 верстах к западу от современной деревни Усово и 16 верстах к юго-востоку от города Невеля.